# Louise Blanchard Bethune

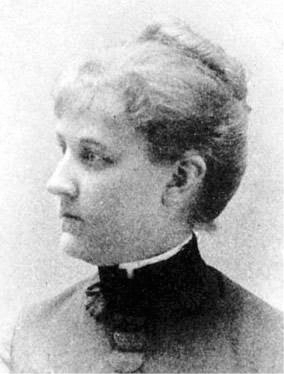
Louise Blanchard Bethune

Jennie Louise Blanchard Bethune, geborene Blanchard (* 21. Juli 1856 in Waterloo, Seneca County; † 18. Dezember 1913 in New York City), war die erste professionelle Architektin in den Vereinigten Staaten und unter anderem erstes weibliches Mitglied des American Institute of Architects (AIA).

## Biografie
Blanchard war die Tochter des Mathematiklehrers und Ortsvorstandes von Waterloo Dalson Wallace Blanchard und der Lehrerin Emma Melona Blanchard, geborene Williams. 1864 wurden in Forestville Louises Geschwister, die Zwillinge Edwin Williams und Clara White, geboren.
Wie zu dieser Zeit für Mädchen üblich, wurde Louise bis zu ihrem elften Lebensjahr zuhause unterrichtet, besuchte später aber bis 1874 erfolgreich die High School in Buffalo. Vergebens versuchte sie einen Studienplatz an der neu gegründeten Architekturschule der Cornell University zu bekommen, bildete sich zwei Jahre lang weiter, unterrichtete nebenbei an der Schule und reiste umher, bis sie das Angebot einer herkömmlichen Ausbildung zur Bauzeichnerin im Architekturbüro von Richard Alfred Waite und Franklin W. Caulkins in Buffalo annehmen konnte.

## Bauwerke
Mit dem kanadischen Architekten Robert Armour Bethune, den sie in ihrer Ausbildungszeit bei Waite kennengelernt hatte und im Dezember 1881 ehelichte, eröffnete sie bereits zuvor im Oktober des gleichen Jahres ein gemeinsames Architekturbüro. Parallel fand in Buffalo der IX. Kongress der Association for the Advancement of Women statt, an dem 975 Frauen und 25 Männer teilnahmen. Die Eröffnung des Architekturbüros wurde bei dieser Veranstaltung als bedeutender Einstieg der Frauen in die Berufswelt der Architekten in den Vereinigten Staaten erwähnt.
Blanchard entwarf, zum Teil in Kooperation, im westlichen New York unter anderem ein Bankgebäude, Fabriken, Hotels, Wohngebäude und 18 Schulen, darunter auch die Lockport Union High School, ein Großteil des Springville-Griffith Institute Central School District, das Iroquois Door Plant Company warehouse, den Komplex der Buffalo Weaving Company in der Chandler Street, den Musikladen Denton & Cottier in innovativer Stahlrahmenbauweise, das Frauengefängnis der Justizvollzugsanstalt Erie County und das East Buffalo Live Stock Exchange. Ferner konstruierte sie die Tribüne des späteren Offerman-Baseball-Stadions, das Militärarsenal, das später zur Elmwood Music Hall umgebaut wurde und die Buffaloer Kensington Church. In Buffalo steht heute noch das 1904 errichtete Lafayette Hotel am Lafayette Square. Der Bau des Hotels, das damals zu den 15 besten des Landes zählte, brachte ihr eine Million US-Dollar ein.
Am 24. April 1883 gebar sie den gemeinsamen Sohn Charles Williams Bethune. Um mehr Zeit für ihren Sohn aufbringen zu können, wurde bereits 1882 während der Schwangerschaft William L. Fuchs als dritter Architekt und Partner im Büro der Blanchards aufgenommen.
Blanchard engagierte sich sehr für die Gleichberechtigung der Geschlechter im Berufsleben. 1891 lehnte sie es ab, bei einem Wettbewerb für den Entwurf für ein Woman’s Building für die World Columbian Exposition teilzunehmen, weil die ungleiche Preisdotierung gegen ihr Prinzip „Gleiche Bezahlung für gleiche Leistung“ verstieß, denn der Zuschlag für den Auftrag war für männliche Bewerber mit 10.000 US$ und für Frauen mit nur 1.000 US$ dotiert.
Aufgrund ihres angeschlagenen Gesundheitszustandes zog Blanchard 1907 in die räumliche Nähe ihres Sohnes, der zu diesem Zeitpunkt bereits als Urologe praktizierte. Ihr Mann folgte ihr einige Zeit später. Die Angaben über das Jahr ihrer Zurruhesetzung variieren zwischen 1905 und 1910. In ihrem handschriftlichen Testament vom 4. Januar 1908 gibt sie selbst das Jahr 1908 als Zeitpunkt an. Aus dem Testament geht ebenfalls hervor, dass sie zu dieser Zeit aufgrund von finanziellen Insolvenzen ihrer Partner bereits alleinige Besitzerin des Architekturbüros war.
1910 gab es in den Vereinigten Staaten bereits 50 Architektinnen.

## Mitgliedschaften und Ämter
Bei der Western Association of Architects (WAA) in Chicago stießen Blanchards Arbeiten auf Begeisterung und sie wurde bereits 1885 in die Verbindung aufgenommen, nachdem dort zuvor zugunsten einer Aufnahme weiblicher Kollegen entschieden wurde. Bei der WAA bekam sie auch das Amt der Vizepräsidentin. Zudem war sie ab 1886 Hauptorganisatorin der Buffaloer Architektenvereinigung, der späteren Buffalo Society of Architects, die 1891 Chapter des American Institute of Architects (AIA) wurde. Sie selbst wurde bereits im April 1888 beim AIA als Mitglied aufgenommen und erhielt zum Zeitpunkt, als die WAA im Jahr 1889 in der AIA aufging, dort aufgrund ihres herkömmlichen Ausbildungsganges den Grad Fellow of the AIA (FAIA). Bei der AIA engagierte sie sich auch gemeinsam mit anderen für die Durchbringung eines Gesetzes zur Regelung der Berufsvoraussetzungen von Architekten in den Vereinigten Staaten.